# 恐怖の火星探検
『恐怖の火星探検』（きょうふのかせいたんけん、原題：It! The Terror from Beyond Space）は、1958年、アメリカのヴォーグ・ピクチャーズが製作したSF映画。火星探検という邦題であるが、物語は地球へ帰還途上の宇宙船内で繰り広げられる。

## スタッフ
- 製作－ロバート・E・ケント
- 監督－エドワード・L・カーン
- 脚本－ジェローム・ビクスビー
- 撮影－ケネス・ピーチ・シニア
- 音楽－ポール・ソウテル、バート・シェフター
- 特撮－ポール・ブレイズデル
- 出演－マーシャル・トンプソン、ショーン・スミス、キム・スポルディング、アン・ドラン